# شمار واژه
شمار واژه یا تعداد واژه (به انگلیسی: Word Count) به‌شمار واژه‌ها درون یک سند یا متن اطلاق می‌شود.
شمار واژه‌ها در گونه‌های مختلف متن، متفاوت است. برای نمونه، رمان‌ها معمولاً شمار واژهٔ بالایی دارند.
در واژه‌پردازها معمولاً امکانی برای شمارش واژه‌ها زیر نام Word Count وجود دارد.